# Romualdo Ghiglione
Romualdo Ghiglione  (Genova-Valpolcevera, Olasz Királyság, 1891. február 25. – Valpolcevera, Olasz Királyság, 1940. március 12.) olimpiai bajnok olasz tornász.
Az első világháború után részt vett az 1920. évi nyári olimpiai játékokon Antwerpenban, mint tornász. Európai rendszerű csapat versenyben aranyérmes lett.
Klubcsapata a genovai Ginnastica Sampierdarenese volt.
A pályafutása után sportbíró lett.